# Etmopterus caudistigmus
 Etmopterus caudistigmus  ist eine Art der Gattung Etmopterus innerhalb der Laternenhaie (Etmopterinae; auch als Familie Etmopteridae eingestuft). Etmopterus caudistigmus erreicht eine durchschnittliche Körperlänge von etwa 31 Zentimetern. Das Verbreitungsgebiet dieser Art liegt im südwestlichen Pazifik vor der Küste Neukaledoniens. Sie ist von nur drei vor Neukaledonien gesammelten Exemplaren bekannt, die in Tiefen von etwa 640 bis 800 Metern gefangen wurden.

## Aussehen und Merkmale
Etmopterus caudistigmus ist ein kleiner Hai mit einer durchschnittlichen Körperlänge von etwa 31 Zentimetern; die Maximallänge liegt bei 34 Zentimetern. Er hat einen für die Laternenhaie typischen langgestreckten Körper mit einem langen und zugleich breiten und oberseits abgeflachten Kopf und einer schmalen Schnauze. Die Körperfarbe ist rußgrau mit einer schwarzen Unterseite. Auf dem Schwanz befinden sich deutliche, arttypische Leuchtorgane. Auf dem Kopf, dem Rücken und den Körperseiten befinden sich Reihen aus kleinen und eng aneinander liegenden Zahnschuppen, die bis auf die Schwanzflosse reichen. Außerdem besitzt er die für die Laternenhaie typischen Leuchtorgane an der Bauchseite.
Er besitzt keine Afterflosse und zwei Rückenflossen mit den ordnungstypischen Stacheln vor den Rückenflossen. Die erste Rückenflosse beginnt hinter den Brustflossen über deren hinterem Rand und ist kleiner als die zweite. Der Stachel der zweiten Rückenflosse ist leicht gebogen und weist bei ausgewachsenen Tieren nach vorn. Der Schwanz ist lang. Wie alle Arten der Familie besitzen die Tiere fünf Kiemenspalten, die bei dieser Art sehr kurz sind, und haben ein Spritzloch hinter dem Auge.

## Verbreitung

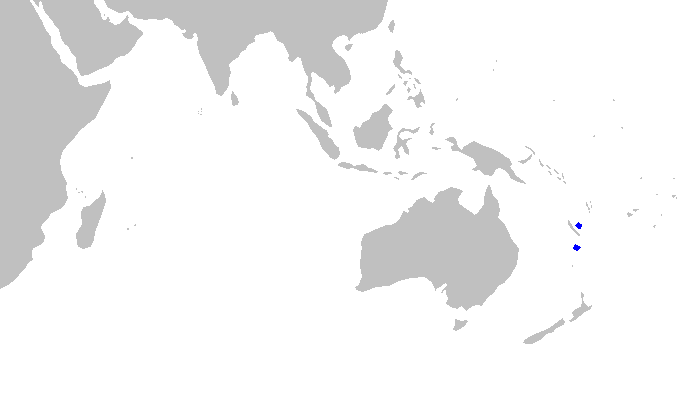
Verbreitungsgebiet von Etmopterus caudistigmus

Das Verbreitungsgebiet dieser Art liegt im südwestlichen Pazifik vor der Küste Neukaledoniens, wo die drei bekannten Individuen vor Northwest Lifou und Reef Beautemps-Beaupré gefangen wurden. Hier ist sie aus Tiefen von etwa 640 bis 800 Metern bekannt.

## Lebensweise
Etmopterus caudistigmus lebt im Tiefsee-Bereich des Inselschelfs pelagisch oder in Bodennähe. Wie andere Haie ernährt er sich räuberisch, wahrscheinlich von kleineren Fischen und wirbellosen Tieren. Über seine Lebensweise liegen keine Daten vor.
Er ist wie andere Arten der Ordnung lebendgebärend (ovovivipar).

## Systematik
Etmopterus caudistigmus ist eine eigenständige Art innerhalb der Laternenhaie. Er wurde 2002 von Peter Robert Last, George H. Burgess und Bernard Séret wissenschaftlich beschrieben.
Der Artname „caudistigmus“ weist auf den ovalen Fleck auf der Schwanzflosse hin.

## Gefährdung
Etmopterus caudistigmus ist in der Roten Liste der IUCN als nicht gefährdet („least concern“) gelistet. Über die Bestände der Art liegen keine Informationen vor. Die einzigen bekannten Exemplare wurden im Rahmen einer Sondierung vor der Küste Neukaledoniens entnommen. Es sind keine Bedrohungen für die Art bekannt, da es dort, wo sie vorkommt, keine Hochseeschleppnetzfischerei oder Tiefsee-Langleinenfischerei gibt.

## Belege
1. 1 2  Etmopteridae.: Lantern sharks. In: Compagno et al. 2004
2. 1 2 3 4 5 6  Leonard Compagno, Marc Dando, Sarah Fowler: Sharks of the World. Princeton Field Guides, Princeton University Press, Princeton und Oxford 2005; S. 97. ISBN 978-0-691-12072-0
3. 1 2 3  Etmopterus caudistigmus auf Fishbase.org (englisch)
4. 1 2  Peter Robert Last, George H. Burgess, Bernard Séret: Description of six new species of lantern-sharks of the genus Etmopterus (Squaloidea: Etmopteridae) from the Australasian region. Cybium 26 (3), 2002; S. 203–223. Volltext.
5. 1 2  Etmopterus caudistigmus in der Roten Liste gefährdeter Arten der IUCN 2008. Eingestellt von: B. Finucci, P.M. Kyne, 2003. Abgerufen am 28. April 2020.